# Vern & Ray
Vern & Ray waren eine US-amerikanische Bluegrass-Band, die Ende der 1950er Jahre von Vern Williams und Ray Park gegründet wurde.

## Karriere
Die aus dem ländlichen Arkansas stammenden Vern Williams (* 1930 als Delbert Lavern Williams; † 8. Juni 2006) und Ray Park (* 1933; † 15. Mai 2002) trafen erstmals 1957 in Stockton (Kalifornien) zusammen. Der Fiddler Ray konnte auf eine mehrjährige Erfahrung als Country-Musiker zurückblicken und hatte bereits eine Schallplatte veröffentlicht. Vern trat als Gitarrist gelegentlich mit seinem jüngeren Bruder auf. Ab 1958 traten sie gemeinsam als Duo Vern & Ray auf. Gespielt wurde traditioneller Bluegrass, der in den damaligen Jahren an der Westküste der Vereinigten Staaten langsam an Popularität gewann.
Erst nachdem sich die Band 1959 mit dem Banjo-Spieler Luther Riley und den Gitarristen Clyde Williamson verstärkt hatte, wurde sie über die lokale Bluegrass-Szene hinaus bekannt. 1961 nahmen Vern & Ray einige Songs auf, die ein Jahr später vom Starday-Label vertrieben wurden. Williamson und Riley schieden aber bereits 1963 wieder aus, und Vern & Ray zogen sich notgedrungen aus dem Showgeschäft zurück. Es erwies sich als schwierig, Musiker zu finden, die den hohen Anforderungen des Bluegrass gewachsen waren. Erst 1966 fanden sie einen neuen Banjo-Spieler, Herb Pedersen. 
Die drei harmonierten derartig gut, dass die Gruppe ihre alten Erfolge übertreffen konnte. 1967 zog man nach Nashville, dem Zentrum der Country-Musik. Hier konnte man allerdings nicht Fuß fassen, und so ging man ab 1969 getrennte Wege. Die endgültige Trennung kam 1974. Vern & Ray gelten trotz ihres bescheidenen kommerziellen Erfolgs als wichtige Wegbereiter eines kalifornisch geprägten Bluegrass. 2006 erschien der Live-Mitschnitt eines Konzerts aus dem Jahr 1968 auf CD.

## Diskografie
Alben
- 1971: Sounds from the Ozarks
- 2006: San Francisco - 1968